# Barragem de Venda Velha
A Barragem de Venda Velha, construída sobre o leito da ribeira da Asseiceira, localiza-se no Município do Montijo, Distrito de Setúbal, em Portugal. A barragem foi projectada em 1957 e entrou em funcionamento em 1957.

## Barragem
É uma barragem de aterro (terra homogénea). Possui uma altura de 12,5 m acima do terreno natural e um comprimento de coroamento de 550 m (largura 4 m). O volume da barragem é de 78.000 m³. Possui uma capacidade de descarga máxima de 12 (descarga de fundo) + 139 (descarregador de cheias) m³/s.

## Albufeira
A albufeira da barragem apresenta uma superfície inundável ao NPA (Nível Pleno de Armazenamento) de 1,15 km² e tem uma capacidade total de 4,7 Mio. m³. As cotas de água na albufeira são: NPA de 14,55 metros, NMC (Nível Máximo de Cheia) de 16,35 metros e NME (Nível Mínimo de Exploração) de 5,55 metros.